# Мишиногорский кратер
Мишиногорский кратер — ударный кратер в Псковской области России, расположен в 25 км к юго-востоку от Гдова и в 15 км к востоку от Чудского озера. Известен в литературе под названиями Гдовские дислокации и Мишиногорская астроблема.
Кратер образовался в пермский период около 300 ± 50 млн лет назад. Диаметр его составляет 2,5 км. Кратер назван по находившейся в нём деревне Мишина Гора (в настоящее время этого селения не существует).
Гдовские (Мишиногорские) дислокации выявлены Б. П. Асаткиным в 1933 году. Под этим названием Б. П. Асаткин описал залегавшие на поверхности сильно дислоцированные блоки и развалы пород архея, кембрия и ордовика - районе, где было развито сплошное поле моноклинально залегающих девонских отложений.
Б. П. Асаткин, а затем Э. Ю. Саммет и Р. М. Мянниль природу дислокаций связывали с тектоническими причинами. Однако возобладала теория ледникового генезиса дислокаций, которые рассматривались в качестве гигантских гляциоотторженцев (публикации С. М. Чихачева, Б. А. Некрасова, З. Г. Балашова, В. А. Селивановой, О. И. Элькин, В. А. Котлукова, Б. Б. Митгарц).
В 1961-1970 гг. в районе Гдовских дислокаций проведен большой объем буровых и геофизических работ. В центральной части дислокации дополнительно к скважинам Б. П. Асаткина было пройдено несколько глубоких скважин, в том числе скважина № 3 глубиной 903 м. Полученные материалы были обобщены в весьма содержательных статьях Д. Б. Малаховского и А. Л. Бусловича (1966), А. И. Шмаенок и Д. Б. Малаховского (1974). Краткие сведения по скважине глубиной 903 м приводятся также в статье Е. И. Хавина и др. (1973).
Д. Б. Малаховским и А. Л. Бусловичем (1966) были сделаны выводы, что Гдовские дислокации не являются ледниковыми отторженцами и гляциодислокациями. Они имеют тектоно-вулканическую природу и возможно являются трубкой взрыва.